# Saint-Cyr-les-Champagnes
 Saint-Cyr-les-Champagnes  (en occitano Sent Circ las Champanhas) es una población y comuna francesa, situada en la región de Aquitania, departamento de Dordoña, en el distrito de Nontron y cantón de Lanouaille.

## Demografía
| 519 | 457 | 380 | 339 | 313 | 295 |
| Para los censos de 1962 a 1999 la población legal corresponde a la población sin duplicidades (Fuente: INSEE [Consultar]) |     |     |     |     |     |